# École de Taizhou
École de pensée chinoise anti-orthodoxe et anti-lettré fondée par Wang Gen (1483-1541). Elle fut accusée par ses détracteurs (Gu Yanwu et Huang Zongxi) d'avoir sombré dans un "Chan enragé" ou même d'avoir précipité la chute des Ming. Cette école ouvrit pourtant la voie à une forme de critique plus méthodique et empirique sous les Qing. 
Représentant principal : Li Zhi